# HD25305
HD25305 — хімічно пекулярна зоря спектрального класу A2, що має видиму зоряну величину в смузі V приблизно  8,9.
Вона  розташована на відстані близько 1274,0 світлових років від Сонця.